# Омар Еїсса
Омар Еїсса (18 вересня 1996) — єгипетський плавець. Учасник Чемпіонату світу з водних видів спорту 2017, де в попередніх запливах на дистанції 50 метрів батерфляєм посів 35-те місце і не потрапив до півфіналу.